# Aktivní občanství
Aktivní občanství nebo angažované občanství znamená aktivní účast občana v souladu s právními předpisy daného státu, který diskutuje a vzdělává se v politice a společenském dění. Dále také filozofii zastávanou organizacemi a vzdělávacími institucemi, která prosazuje, že jednotlivci, charitativní organizace a společnosti mají určité role a povinnosti vůči společnosti a životnímu prostředí. Aktivní občané se mohou zapojovat do veřejné propagace a protestů a usilovat o změnu ve svých komunitách.

## Popis
Mezi příklady aktivního občanství patří dobrovolnictví, dárcovství a recyklace. Aktivní občanství lze chápat jako vyjádření debaty o právech a povinnostech. Pokud nějaký orgán dává lidem ve své působnosti práva, pak tito lidé mohou mít určité povinnosti, které musí dodržovat. To by bylo nejzřetelnější na úrovni země nebo národního státu, ale mohlo by to mít i širší rozsah, například na internetu (netizen) nebo na Zemi (globální občanství). Z toho vyplývá, že aktivní občan vyváženě naplňuje jak svá práva, tak povinnosti.
Problémem tohoto pojetí ale je, že ačkoli jsou práva často zapsána jako součást zákona, povinnosti nejsou tak dobře definovány a mezi občany může docházet k neshodám ohledně jejich obsahu. Například ve Spojeném království mají občané právo na bezplatnou zdravotní péči, ale účast ve volbách není povinná, přestože mnoho lidí by ji definovalo jako povinnost. Napsat jasnou definici povinností aktivního občana je tedy mnohem problematičtější než napsat seznam jeho práv. Například ačkoli volby mohou být pro mnoho lidí považovány za základní povinnost, existují lidé, kteří se kvůli svému postižení nebo jiným problémům nemohou plně účastnit volebního procesu.
Aktivní občan je člověk, který se angažuje v komunitě; tento termín ztotožňují s dobrovolnictvím autoři jako Jonathan Tisch, který v roce 2010 v Huffington Post napsal, že zaměstnaní Američané by se měli snažit pomáhat druhým, zejména tím, že nabídnou své odborné znalosti na vysoké úrovni v oblastech, jako je bankovnictví, vzdělávání, inženýrství, a technologie, aby pomohli méně šťastným.
Vývoj v oblasti sociálních médií a mediální gramotnosti změnil pohled vědců na aktivní občanství a jeho definici. Aktivní občanství v politice může vést spíše ke zdánlivé spotřebě angažovaného člověka, než aby lidem nabízelo informovaný a aktivní názor. Sociální sítě umožňují lidem šířit informace a vytvářet události, které poskytují příležitosti pro aktivní občanství.

## Příklady aktivního občanství ve vzdělávání
Kvůli obavám z nedostatečného zájmu o volby (který se projevuje nízkou volební účastí) zahájila britská vláda program vzdělávání o občanství. Výuka občanství je nyní na britských školách povinná do 14 let a často je volitelná i po dosažení tohoto věku.
Ve Skotsku ve Spojeném království je aktivní občanství jedním ze tří hlavních témat komunitní politiky od Oslerovy zprávy z roku 1998. Ve směrnicích skotské vlády pro komunitní vzdělávání a rozvoj z roku 2009 nazvaných Working and Learning Together je aktivní občanství uvedeno jako cíl v rámci dalších politických cílů. Británie má imigrační systém založený na bodovém hodnocení a v roce 2009 zvažovala zavedení zkušební doby pro nově přijímané přistěhovalce, která by částečně prověřila, nakolik jsou tzv. aktivními občany.
V Dánsku je aktivní občanství součástí osnov vzdělávání dánských učitelů. Předmět je definován jako 36 lekcí.
V Kanadě probíhá na Mohawk College v Hamiltonu v Ontariu kurz aktivního občanství. Jedná se o povinný kurz, který všem studentům na této škole poskytuje katedra jazykových studií.
Ve Spojených státech se spisovatelka Catherine Crierová v deníku Huffington Post zamýšlela nad tím, zda Američané neztratili ze zřetele smysl Thomase Jeffersona pro aktivní občanství. Crierová si posteskla nad tím, že Američané mají tendenci zanedbávat účast v dobrovolných sdruženích a žijí spíše jako "cizinci odděleně od ostatních", a citovala Tocquevilla. Naproti tomu spisovatel Eboo Patel v Newsweeku naznačil, že prezident Obama má poněkud jiný smysl pro aktivní občanství, což znamená silné rodiny a živé občanské centrum, v němž spolupracují lidé různého vyznání a sekulárního původu, přičemž vláda funguje jako "katalyzátor".
Jose Antonio Vargas ve svých pamětech Drahá Ameriko: Zápisky občana bez dokladů píše, že přistěhovalci bez dokladů, kteří přispívají ke kulturní, sociální a ekonomické struktuře svých zemí, jsou a měli by být považováni za občany těchto zemí, bez ohledu na to, jak je nazývají imigrační úřady. Nazývá to "občanstvím účasti".